# Emela-ntouka

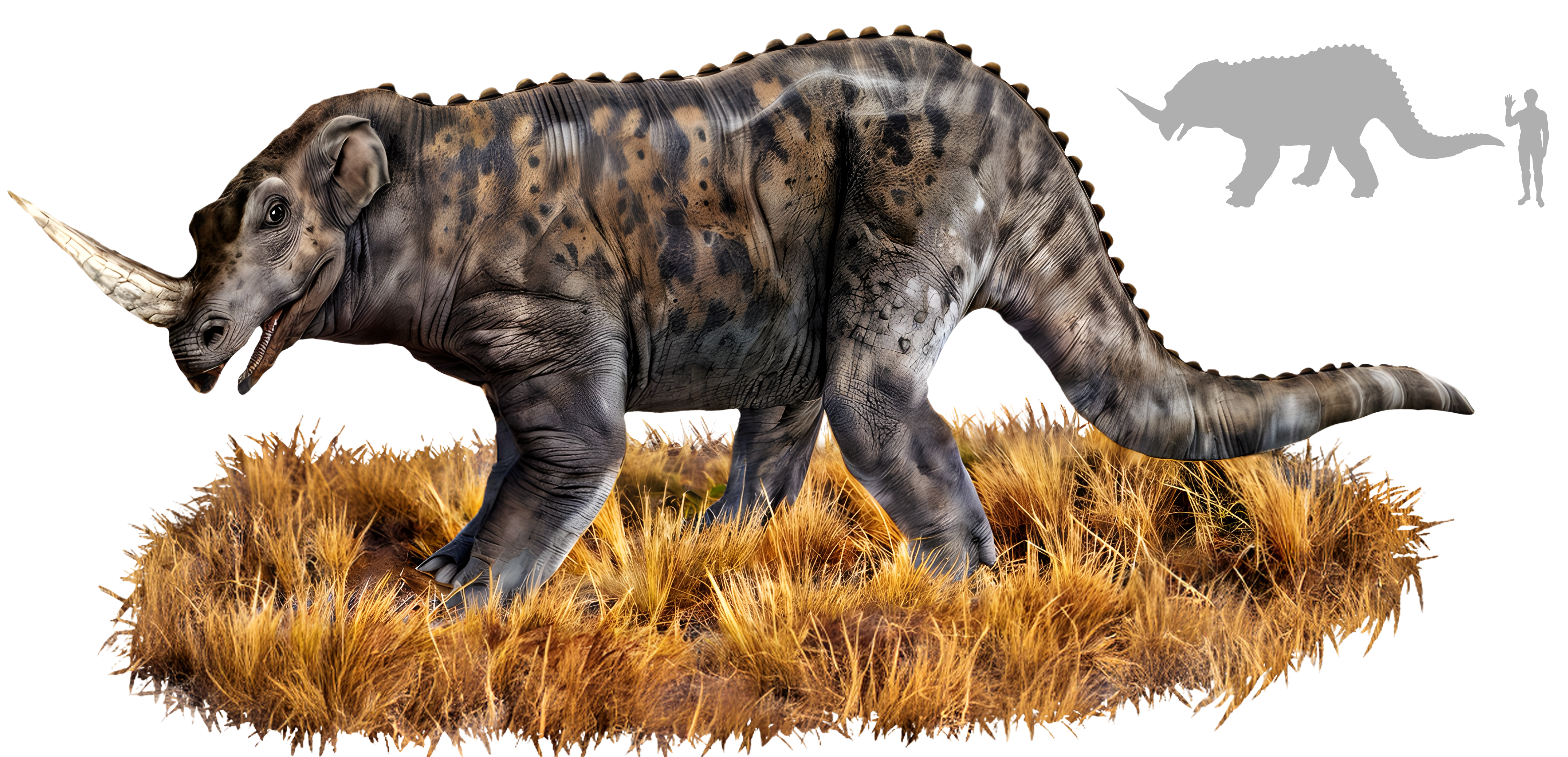
Impressão do artista de um Emela-ntouka.

Emela-ntouka é uma criatura lendária da mitologia das tribos de pigmeus, e um criptídeo que supostamente habita na África Central. Diz-se que o seu nome significa matador de elefantes na língua lingala. Em outras línguas é supostamente chamada Aseka-moke, Njago-gunda, Ngamba-namae, Chipekwe or Irizima. Essa criatura aparece em quase todas as culturas das tribos da África Central (embora com nomes diferentes) e era temida pelos nativos da região. Os anciões das tribos alegavam que um encontro com a fera certamente resultava em morte, pela sua ferocidade.